# Commission des budgets
La commission des budgets (BUDG) est l'une des 22 commissions et sous-commissions du Parlement européen.

## Principaux membres

### Législature 2004-2009
| Nom                | Position au sein de la commission | Pays      | Groupe politique |
| ------------------ | --------------------------------- | --------- | ---------------- |
| Reimer Böge        | Président                         | Allemagne | PPE-DE           |
| Kyösti Virrankoski | Vice-président                    | Finlande  | ADLE             |
| Ralf Walter        | Vice-président                    | Allemagne | PSE              |
| Janusz Lewandowski | Vice-président                    | Pologne   | PPE-DE           |

### Législature 2009-2014
| Nom              | Position au sein de la commission | Pays      | Groupe politique |
| ---------------- | --------------------------------- | --------- | ---------------- |
| Alain Lamassoure | Président                         | France    | PPE              |
| Jutta Haug       | Vice-présidente                   | Allemagne | S&D              |
| Alexander Alvaro | Vice-président                    | Allemagne | ADLE             |
| Jean-Luc Dehaene | Vice-président                    | Belgique  | PPE              |
| Ivaïlo Kalfin    | Vice-président                    | Bulgarie  | S&D              |

### Législature 2014-2020
| Nom               | Position au sein de la commission | Pays      | Groupe politique |
| ----------------- | --------------------------------- | --------- | ---------------- |
| Jean Arthuis      | Président                         | France    | ADLE             |
| Jens Geier        | Vice-président                    | Allemagne | S&D              |
| Monika Hohlmeier  | Vice-présidente                   | Allemagne | PPE              |
| Siegfried Mureșan | Vice-président                    | Roumanie  | PPE              |
| Petri Sarvamaa    | Vice-président                    | Finlande  | PPE              |